# Teògenes d'Atenes (militar)
Teògenes (en llatí Theogenes, en grec antic Θεογένης) fou un militar atenenc.
Va ser nomenat el 425 aC junt amb Cleó per anar a Pilos i investigar les dificultats del bloqueig de l'illa Esfactèria entre altres afers. Cleó prudentment va aconseguir que els instigadors desistissin de la investigació.
És possible que aquest Teògenes sigui el mateix que menciona Aristòfanes a Les vespes.